# Nola yegua
Nola yegua är en fjärilsart som beskrevs av William Schaus 1921. Nola yegua ingår i släktet Nola och familjen trågspinnare. Inga underarter finns listade i Catalogue of Life.